# Jamie Bell
Andrew James Matfin Bell (Billingham, Durham; 14 de marzo de 1986), más conocido como Jamie Bell, es un actor y bailarín británico. Se le conoce principalmente por haber protagonizado la película dramática Billy Elliot.

## Biografía

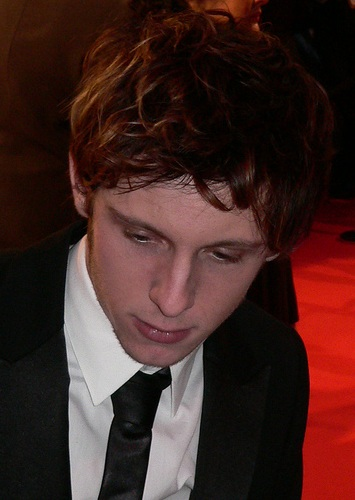
Jamie Bell en 2007.

Jamie Bell nació en el seno de una familia de bailarines; su abuela, su madre, su hermana y su tía lo son. Con seis años comenzó a tomar clases de danza y en 1998 debutó en la obra Bugsy Malone, pero no fue hasta la película Billy Elliot (2000) cuando se dio a conocer. La película, que interpretó tras superar a 2000 niños en la audición, fue nominada a tres premios Óscar y ganó 48 premios cinematográficos entre 2000 y 2002. Su padre biológico, John Bell, abandonó el hogar familiar antes de que él naciera. Por eso, cuando el director Stephen Daldry lo escogió para interpretar a Billy Elliot, Bell lo adoptó como una figura paterna. Su interpretación le valió un premio BAFTA al mejor actor y le abrió las puertas para interpretar varias películas y videoclips.
Bell actuó en la versión cinematográfica de Nicholas Nickleby (2002) de Charles Dickens y en 2005 trabajó a las órdenes de Peter Jackson en su versión sobre King Kong, donde interpretó al grumete Jimmy. En 2008 interpretó a Griffin en Jumper y entre enero y marzo de 2009 trabajó a las órdenes de Steven Spielberg; Bell fue elegido para interpretar a Tintín en Las aventuras de Tintín: El secreto del Unicornio (2011), película en la que comparte reparto con Andy Serkis y Daniel Craig.

## Vida personal
En 2005, Bell comenzó a salir con la actriz Evan Rachel Wood, a la que conoció durante el rodaje del videoclip de la canción Wake Me Up When September Ends, de Green Day. Sin embargo, después de un año de relación la pareja terminó en 2006. Después de cinco años, la pareja retomó su relación en el verano de 2011. El 31 de octubre de 2012 se casaron en una pequeña ceremonia. Tienen un hijo, nacido en julio de 2013. En mayo de 2014, Wood y Bell anunciaron su separación después de 19 meses de matrimonio. Más adelante, se comprometió con la actriz Kate Mara, el 16 de enero de 2017. Se casaron ese mismo año. En mayo de 2019 la pareja dio la bienvenida a su primer hijo en común, una niña. En julio de 2022 se hizo público que iba a ser padre por segunda vez con Mara. En noviembre de 2022 nació su tercer hijo, un niño.

## Filmografía

### Cine
| Año  | Título                                            | Papel                       |
| ---- | ------------------------------------------------- | --------------------------- |
| 2000 | Billy Elliot                                      | Billy Elliot                |
| 2002 | Deathwatch                                        | Soldado Charlie Shakespeare |
| 2002 | Nicholas Nickleby                                 | Smike                       |
| 2004 | Undertow                                          | Chris Munn                  |
| 2005 | Dear Wendy                                        | Dick Dandelion              |
| 2005 | The Chumscrubber                                  | Dean Stifle                 |
| 2005 | King Kong                                         | Jimmy                       |
| 2006 | Flags of Our Fathers                              | Ralph "Iggy" Ignatowski     |
| 2007 | Hallam Foe                                        | Hallam Foe                  |
| 2008 | Jumper                                            | Griffin O'Conner            |
| 2008 | Defiance                                          | Asael Bielski               |
| 2011 | The Eagle                                         | Esca                        |
| 2011 | Jane Eyre                                         | St. John Rivers             |
| 2011 | Retreat                                           | Jack Coleman                |
| 2011 | Stainless Steel                                   | Paul Rufus                  |
| 2011 | Las aventuras de Tintín: el secreto del Unicornio | Tíntin (voz)                |
| 2012 | Man on a Ledge                                    | Joey Cassidy                |
| 2013 | Snowpiercer                                       | Edgar                       |
| 2013 | Filth                                             | Ray Lennox                  |
| 2013 | Nymphomaniac                                      | K                           |
| 2015 | 4 Fantásticos                                     | Ben Grimm/The Thing         |
| 2016 | 6 Days                                            | Rusty                       |
| 2017 | Film Stars Don't Die in Liverpool                 | Peter Turner                |
| 2018 | Skin                                              | Bryon Widner                |
| 2018 | Quien quede en pie                                | Jarhead Earl                |
| 2019 | Rocketman                                         | Bernie Taupin               |
| 2021 | Sin Remordimientos                                | Robert Ritter               |
| 2023 | All of Us Strangers                               | Padre de Adam               |
| 2023 | Surrounded                                        | Tommy Walsh                 |

### Televisión
| Año       | Título                   | Papel            | Notas                     |
| --------- | ------------------------ | ---------------- | ------------------------- |
| 2000      | Close & True             | Mark Sheedy      | Episodio: "Town and Gown" |
| 2014–2017 | Turn: Washington's Spies | Abraham Woodhull |                           |
| 2022      | Shining Girls            | Harper           |                           |

### Videos musicales
| Año  | Título                         | Artista   | Director     |
| ---- | ------------------------------ | --------- | ------------ |
| 2005 | Wake Me Up When September Ends | Green Day | Samuel Bayer |

### Videojuegos
| Año  | Título                                                    | Papel            | Notas        |
| ---- | --------------------------------------------------------- | ---------------- | ------------ |
| 2005 | Peter Jackson's King Kong: The Official Game of the Movie | Jimmy            | Papel de voz |
| 2008 | Jumper: Griffin's Story                                   | Griffin O'Conner | Papel de voz |

## Premios y nominaciones
Premios BAFTA
| Año  | Categoría   | Película                          | Resultado |
| ---- | ----------- | --------------------------------- | --------- |
| 2000 | Mejor actor | Billy Elliot                      | Ganador   |
| 2007 | Mejor actor | Hallam Foe                        | Nominado  |
| 2018 | Mejor actor | Film Stars Don’t Die in Liverpool | Nominado  |

Premios BIFA
| Año  | Categoría                 | Película   | Resultado |
| ---- | ------------------------- | ---------- | --------- |
| 2007 | Mejor actuación principal | Hallam Foe | Nominado  |

Premios del Sindicato de Actores
| Año  | Categoría     | Película     | Resultado |
| ---- | ------------- | ------------ | --------- |
| 2000 | Mejor reparto | Billy Elliot | Nominado  |
| 2000 | Mejor actor   | Billy Elliot | Nominado  |